# Francesc Auguet

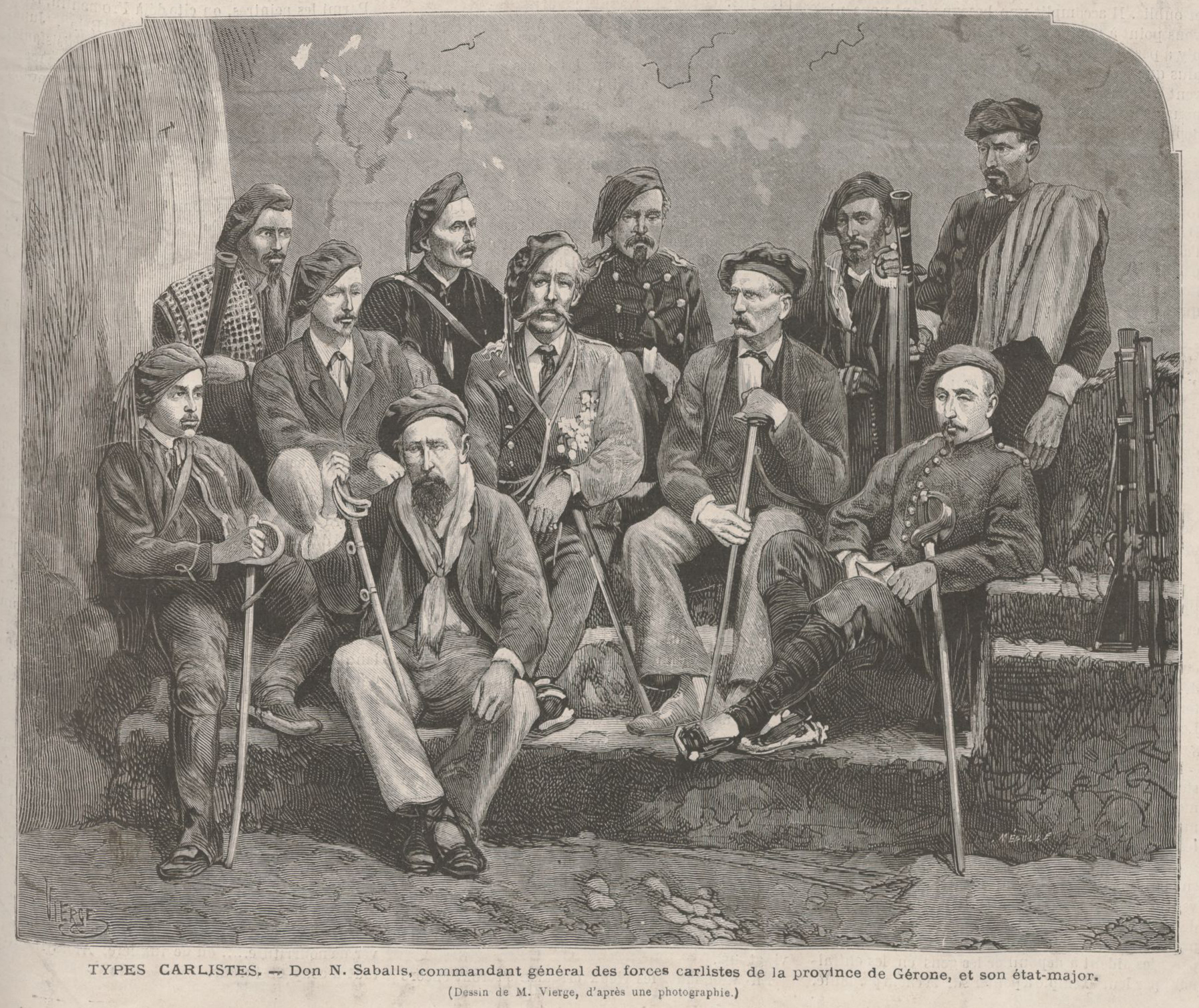
Francesc Auguet, a la dreta de Savalls i la resta del seu estat major

Francesc Auguet (Pont Major, Girona, ca 1820 - ?), anomenat Huguet en algunes fonts, fou un comandament carlí a les ordres del general Savalls, durant la Tercera Guerra Carlina.
Nascut al Pont Major de Girona i espardenyer d'ofici, s'enrolà a les ordres de Savalls a les primeries de l'aixecament, arribant a ser brigadier i el seu principal lloctinent en accions de combat. Creà i tingué sota les seves ordres el llegendari 2n batalló de Girona, el més reputat entre les forces carlines catalanes de la tercera carlinada. Home taciturn i malenconiós, amb fama d'honradesa i sobrietat, un cop perduda la guerra es retirà a la seva espardenyeria del Pont Major de Girona, on morí mig oblidat.